# Live in Bzenec 1991
Live in Bzenec byl koncert československých Oi! skinheadských a punkových kapel, který se konal 29. června 1991 v jihomoravském městě Bzenci v okrese Hodonín. Vystoupení každé skupiny trvalo cca 35 minut, pouze Orlík a Tři sestry měly hodinová vystoupení. Hrály se písně jako bílá liga a dvojí metr od Orlíku a např. kovárna od tří Rovněž hrály kapely jako Braník, Hubert Macháně a Valašská liga.
Z koncertu byl rovněž pořízen padesátiminutový záznam, který zrežíroval Petr Orozovič. Záznam vyšel i na VHS.

## Skupiny
1. Krátky Proces
2. Orlík
3. Hubert Macháně
4. Tři Sestry
5. Braník
6. My-Lai
7. Valašská liga

## Dosud známé playlisty
Zde je seznam písní, u kterých je jistota, že byly v Bzenci zahrány. U kapely Krátky Proces je znám kompletní playlist, jelikož se dochoval audiozáznam.

### Krátky proces
1. Na prach!
2. Slovensko si nedáme
3. Krátky proces
4. Apartheid
5. Inštrumentálka
6. Verní sebe, svorne napred
7. Každému, čo mu patrí
8. Slovensko
9. Sme národ
10. Otvor si oči

### Orlík
Bílá liga, Terror, Dudy, Dvojí metr, Boty,We are the Champions(Queen cover),Oi Oi Oi,

### Hubert Macháně
Koplas' mě šeredně pod koleno, bejby, Plnou nádrž!, Hoja hoj, 1977

### Tři sestry
Janova láska, Zelená, Budapešť, Kovárna I.

### Braník
Oi na ROI, Praha, Tvoje cesta, SHARP, Čechy Čechům

### My-lai
Dělnickej song, Mandela

### Valašská liga
Valmez über alles, Je to kurva den